# Lej da la Tscheppa
Der Lej da la Tscheppa ⓘ (rätoromanisch lej aus dem lateinischen lacus für ‚See‘ und Tscheppa ‚Gestrüpp‘ zu lateinisch cippus ‚Grenzstein, Pfahl‘) ist ein Bergsee auf 2617 m ü. M. oberhalb von Sils im Engadin im Kanton Graubünden in den schweizerischen Alpen.

## Lage und Umgebung
Der See liegt in den Albula-Alpen im Talkessel La Tscheppa, der vom Felskamm Crutscharöls im Südwesten, vom Gratabschnitt Crasta Tscheppa im Nordwesten, vom Piz Polaschin im Norden und vom Chavagl dal Polaschin im Nordosten eingefasst wird. Im Talkessel befinden sich noch weitere kleinere Seen. Der leichteste Zugang zum See, der sich vollständig auf Gemeindegebiet von Sils im Engadin befindet, kommt von Sils Maria, Sils Baselgia oder Silvaplana her.

## Zugang

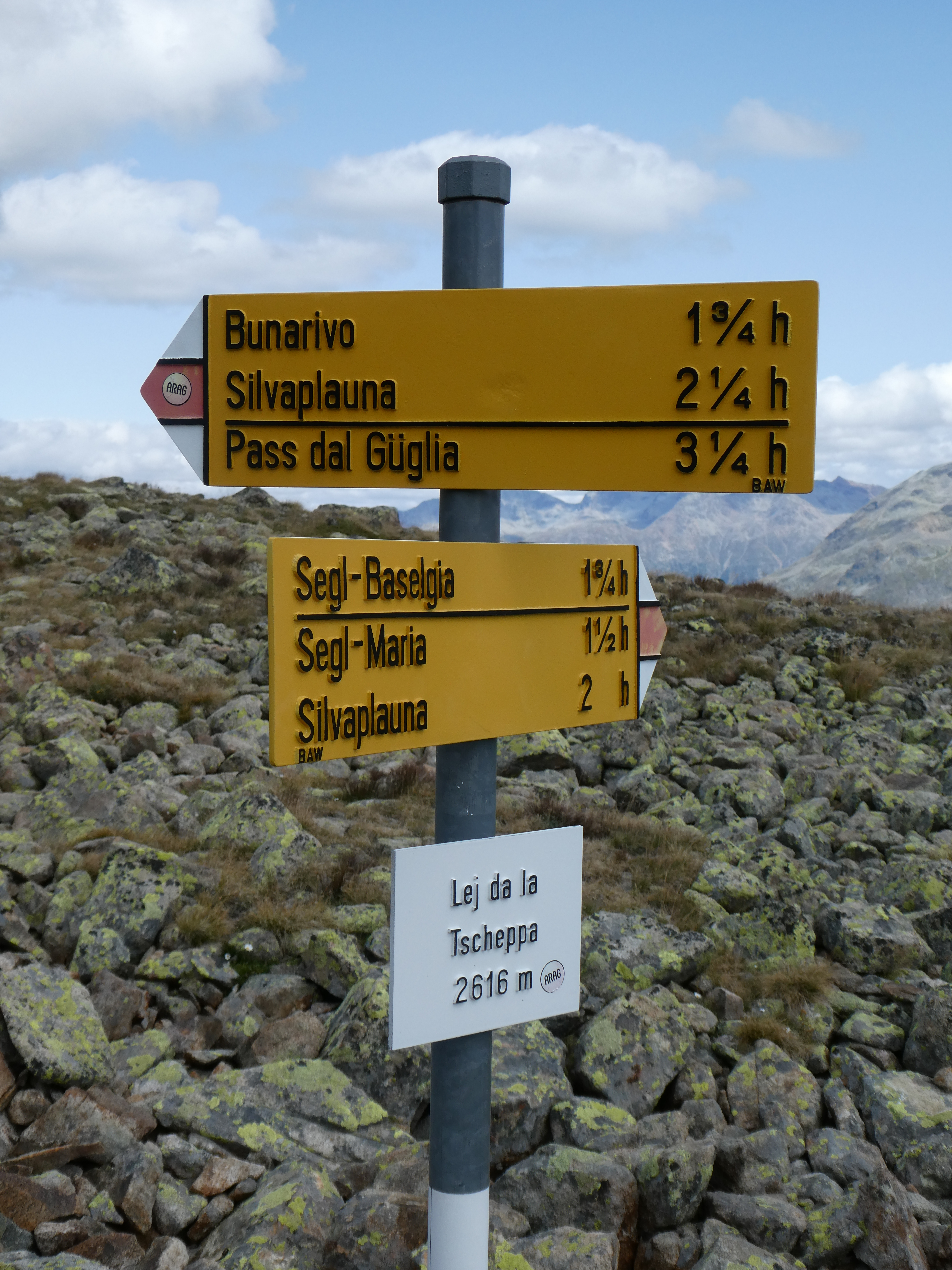
Wegweiser beim Lej da la Tscheppa.

Am Lej da la Tscheppa führen zahlreiche Routen der umliegenden Gipfel vorbei. Im Sommer sind dies die Routen zum Piz Lagrev (3164 m), zum Piz Mez (2974 m), zum Crutscharöls (2876 m), zur Crasta Tscheppa (2899 m), zur Fuorcla Polaschin (2864 m), zum Piz Polaschin (3013 m) und zum Chavagl dal Polaschin (2828 m).

### Über den Osthang des Piz Polaschin
Sehr aussichtsreicher, markierter Bergweg
- Ausgangspunkt: Silvaplana (1815 m) oder Bunarivo (2000 m) an der Julierpassstrasse
- Route: Über die Hochebene von Muttaun
- Als Wanderweg weiss-rot-weiss markiert
- Schwierigkeit: B
- Zeitaufwand: 2¾ Stunden von Silvaplana oder 2¼ Stunden von Bunarivo

### Über den Südhang
Direkter, steiler Aufstieg
- Ausgangspunkt: Silvaplanersee (1793 m) bei Sils Maria
- Als Wanderweg weiss-rot-weiss markiert
- Schwierigkeit:  EB
- Zeitaufwand: 2½ Stunden

## Galerie

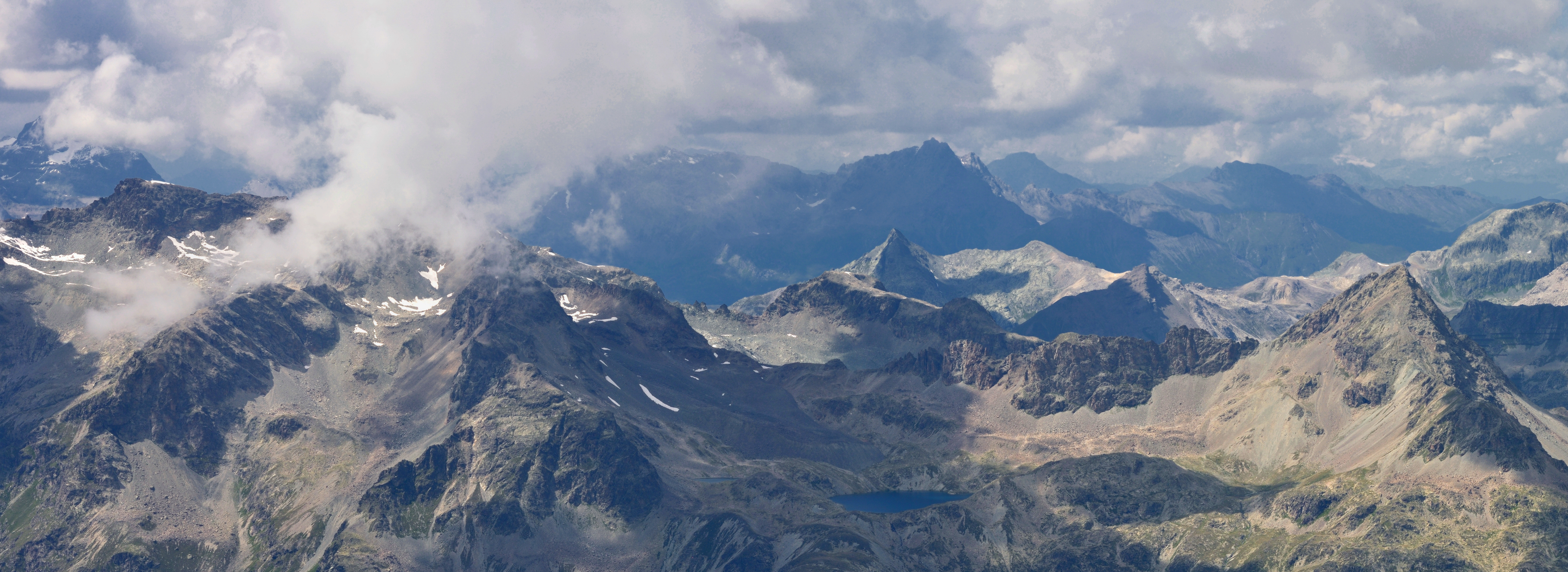
Lej da la Tscheppa im Talkessel La Tscheppa, eingekesselt von v. l. n. r. Piz Lagrev, Piz Mez, Crutscharöls, Crasta Tscheppa und Piz Polaschin. Dahinter Piz Neir und Piz Bardella.
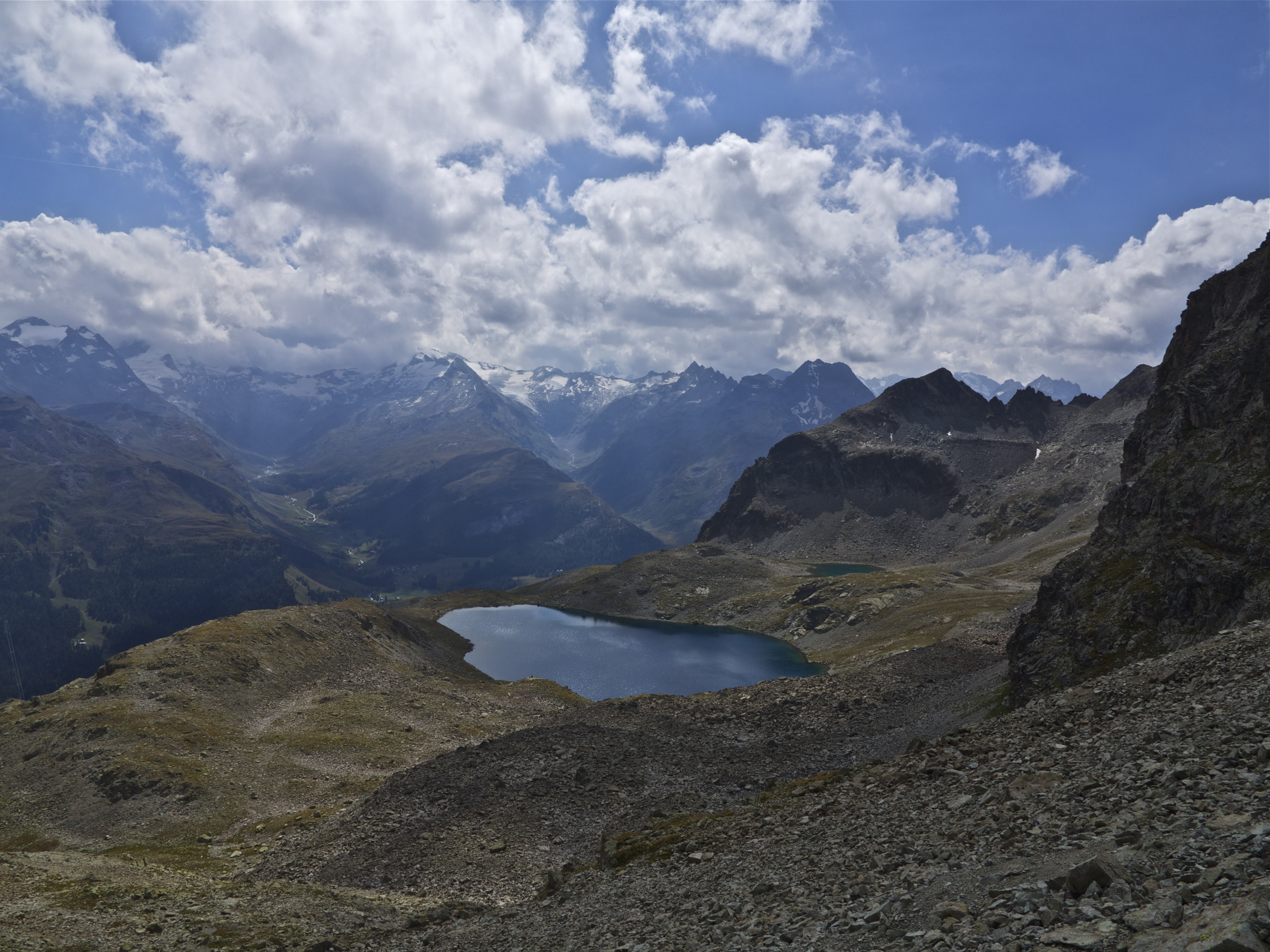
Lej da la Tscheppa, aufgenommen von der Fuorcla Polaschin.
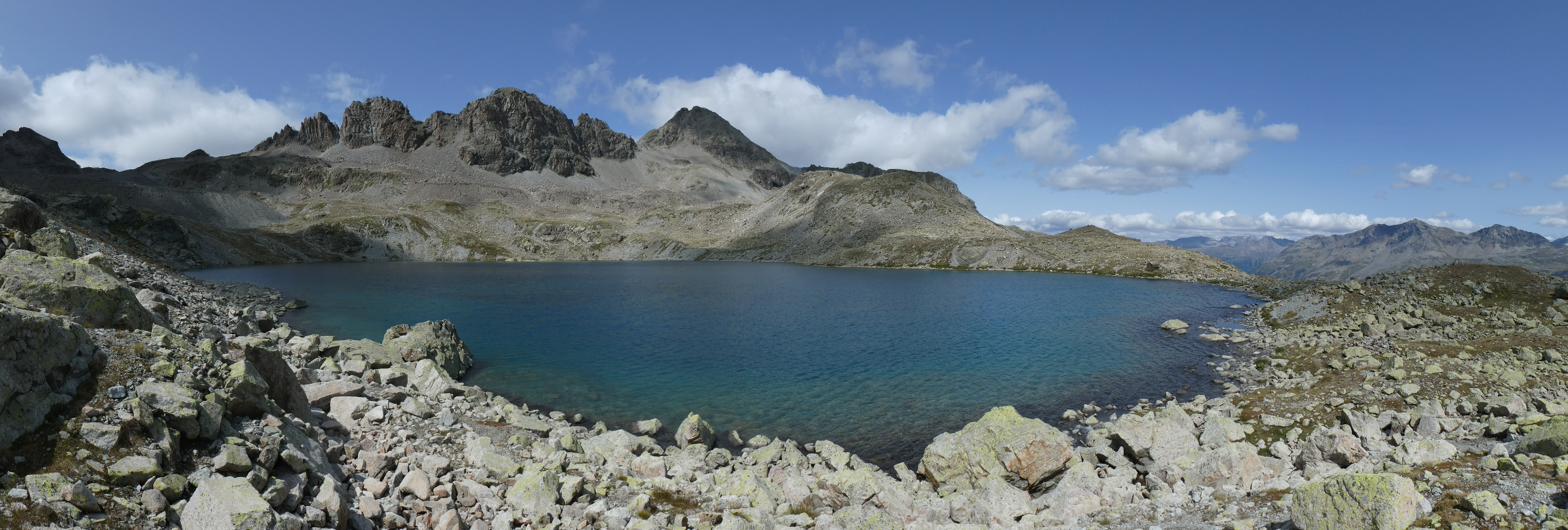
Lej da la Tscheppa, im Hintergrund v. l. n. r. Crasta Tscheppa, Piz Polaschin und Chavagl dal Polaschin.
Aussicht auf das Oberengadin mit Silvaplanersee, Silvaplana, Surlej, Lej Suot, Lej da Champfèr, Champfèr, St. Moritz-Bad und St. Moritzersee auf dem Zugang Über den Osthang des Piz Polaschin.
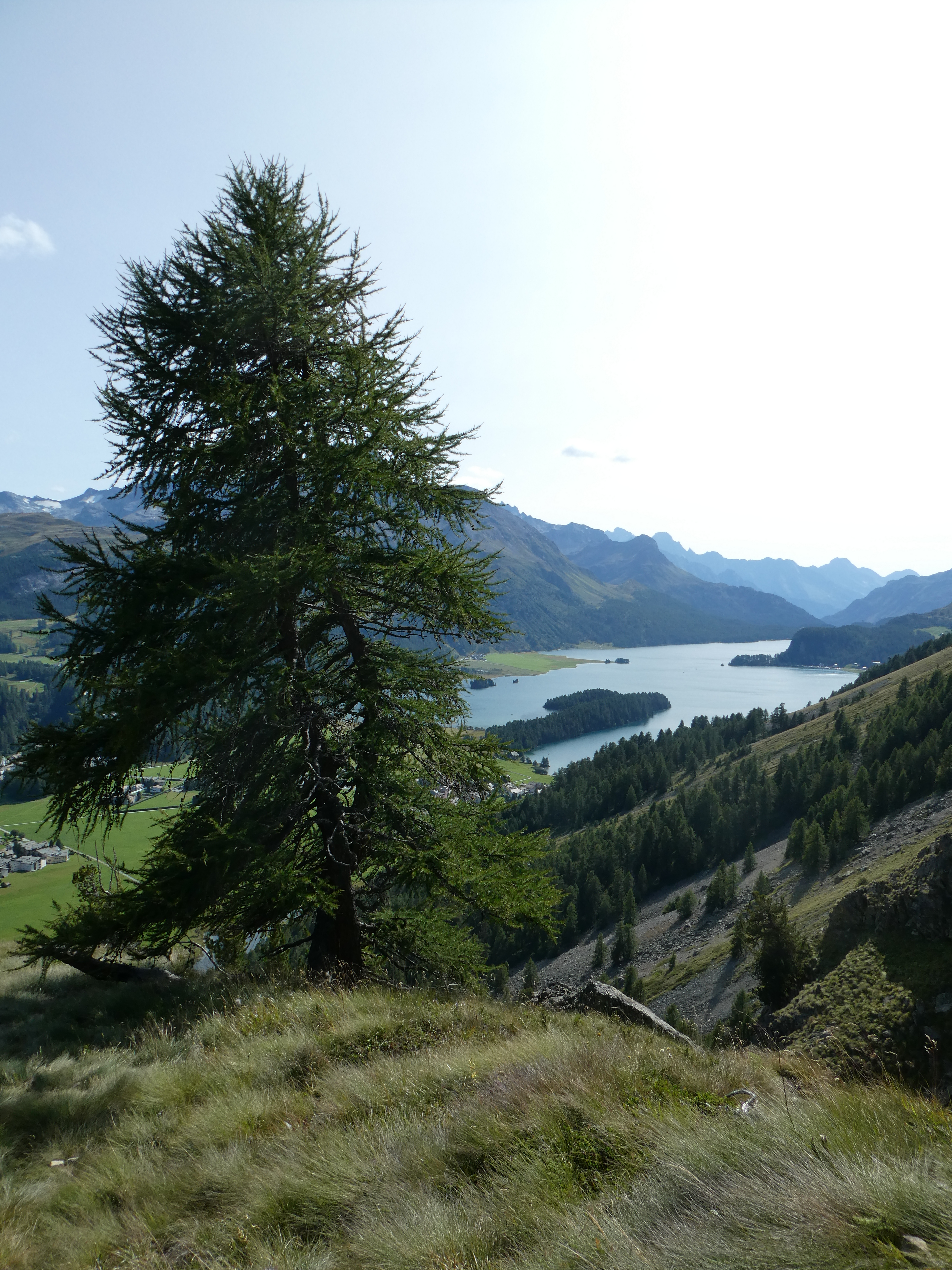
Sicht auf den Silsersee auf dem Zugang Über den Südhang.